# Haka (rejon wileński)
Haka (lit. Pauolia) – wieś na Litwie, w okręgu wileńskim, w rejonie wileńskim, w gminie Podbrzezie.
Graniczy z rezerwatem telmologicznym Olany.

## Historia
W dwudziestoleciu międzywojennym zaścianek leżący w Polsce, w województwie wileńskim, w powiecie wileńsko-trockim, w gminie Podbrzezie, przy granicy z Litwą. W 1931 miejscowość liczyła 50 mieszkańców, zamieszkałych w 7 budynkach.
Po II wojnie światowej w granicach Związku Sowieckiego. Od 1991 na niepodległej Litwie.